# Šapur II.
Šapur II. (srednjeperzijsko 𐭱𐭧𐭯𐭥𐭧𐭥𐭩‎ Šābuhr, novoperzijsko شاپور‎, Šāpur) znan tudi kot Šapur II. Veliki, je bil deseti kralj kraljev iranskega Sasanidskega cesarstva, ki je vladal od leta 309 do 379, * 309, verjetno Firuzabad, Fars, † 379, Bišapur, Fars.
Bil je sin Hormizda II. (vladal 302-309) in najdlje vladajoč iranski kralj. V njegovi vladavini je prišlo do ponovnega vojaškega oživljanja države in širitve njenega ozemlja, kar je hkrati pomenilo začetek prve sasanidske zlate dobe. Šapur II., Šapur I., Kavad I. in Kozrav I.  veljajo za najslavnejše sasanidske kralje. Njegovi trije neposredni nasledniki so bili manj uspešni.
Izvajal je trdo versko politiko. Med njegovo vladavino je bilo zaključeno zbiranje in urejanje avestanskih besedil. Herezija in odpadništvo sta bila kaznovana, krščanstvo pa preganjano. Slednje je bilo reakcija na pokristjanjevanje v Rimskem cesarstvu pod cesarjem Konstantinom Velikim.  Šapur II. je bil, tako kot Šapur I., prijateljsko razpoložen do Judov, ki so živeli relativno svobodno in med njegovo vladavino  uživali veliko ugodnosti. V času Šapurjeve smrti je bilo Sasanidsko cesarstvo močnejše kot kdaj koli prej. Sovražniki na vzhodu so bili  pacificirani, Armenija pa pod popolnim sasanidskim nadzorom.

## Ime
Šapur je bilo priljubljeno ime v sasanidskem Iranu. Nosili so ga trije sasanidski monarhi in veliko drugih drugi pomembnežev iz sasanidskega in poznejših obdobij. Ime je izpeljano iz staroiranskega *xšayaθiya.puθra - kraljev sin. Ime je bilo sprva verjetno naslov, ki je najkasneje v poznem 2. stoletju postal osebno ime. V nekaterih arabsko-perzijskih virih se pojavlja tudi na seznamih kraljev Arsakidske dinastije, kar je anahrono. Ime se je v grščini pisalo Sapur, Sabour in Sapuris, v latinščini Sapores in Sapor, v arabščini Sābur in Šābur in novi perzijščino Šāpur, Šāhpur in Šahfur.

## Življenjepis

### Zgodnje otroštvo
Ko je kralj Hormizd II. (vladal 302-309) umrl, so perzijski plemiči njegovega prvega sina ubili, drugega oslepili, tretjega, Hormizda, pa aretirali. Slednjemu je uspelo pobegniti v Rimsko cesarstvo, Prestol so namenili še nerojenemu otroku ene od žena Hormizda II. Za Šapurja II. zato pravijo, da je bil edini kralj v zgodovini, ki je bil kronan in utero: kraljevsko krono so položili na materin trebuh oziroma maternico. Otroka so imenovali Šapur, v njegovem imenu pa so do polnoletnosti vladali mati in perzijski mogotci.
Po mnenju Alireza Shapourja Shahbazija je malo verjetno, da je bil Šapur kronan za kralja, ko je bil še v maternici, saj plemiči niso mogli vedeti za njegov spol. Nadalje navaja, da se je Šapur rodil štirideset dni po očetovi smrti in da so plemiči ubili Adurja Narseha in kronali Šapurja II., da bi pridobili večji nadzor nad imperijem. Oblast bi lahko obdržali, dokler ne bi Šapur II. pri šestnajstih letih postal ponoleten.

### Osvajanja
V zgodnjih letih Šapurjevega vladanja so Arabci iz Bahrajna vdrli preko Perzijskega zaliva v Fars in začeli prodirati v notranjost države. Šapur je za povračilo napadel Bahrajn, porazil združeno vojsko arabskih plemen Taglib, Banu Bakr Abd Al-Kajs in začel prodirati v pokrajino Jamama v osrednjem Arabskem višavju. Poražena arabska plemena je preselil v Kerman in Huzestan. 
Leta 337, malo pred smrtjo cesarja Konstantina I. (vladal 324-337), je Šapur II. prekinil premirje, ki sta ga leta 297 sklenila perzijski kralj Narseh (vladal 293-302) in cesar Dioklecijan (vladal 284-305) in je trajal štirideset let. Začeli sta se dolgi obdobji vojn (337–350 in 358-363), sta pomanjkljivo dokumentirani. Po zartrtju upora na jugu je Šapur II. napadel rimsko Mezopotamijo in ponovno osvojil Armenijo. V tem obdobju je bilo  devet velikih bitk. Najbolj znana je neodločena bitka v Sindžarju v sedanjem Iraku leta 344 ali 348, v kateri je imel Konstancij II. najprej nekaj uspehov in je osvojil perzijski tabor, v nepričakovanem nočnem protinapadu pa ga je izgubil. Gibbon zagovarja trditev, da je Šapur II. stalno zmagoval, bolj verjetno pa je, da so bili uspehi obeh poveljnikov približno enaki. Najopaznejša značilnost vojne  je bila vedno uspešna obramba rimske  trdnjave Nisibis v Mezopotamiji. Šapur je trdnjavo oblegal kar trikrat, leta 337, 344 in 349, general Lucilijan pa je njegove napade vedno odbil.        
Šapur kljub več zmagam na bojišču ni dosegel večjega uspeha. Ko so ga na vzhodu napadli skitski Masageti in druga srednjeazijska plemena, je moral vojno z Rimljani prekiniti in z njimi naglo skleniti mir in se leta 350 obrniti na vzhod. Šapurjev najmočnejši in najvztrajnejši nasprotnik na severovzhodu je bil  vladar Hionitov Grumbat. Po daljšem obdobju stalnih spopadov od leta 353 do 358 so bili Hioniti prisiljeni skleniti premirje. Grumbat se je s svojo lahko konjenico vključil v perzijsko armado in se na Šapurjevi strani udeležil obnovljene vojne z Rimljani.  
Vojna z Rimom, v kateri je bil Šapur II. mnogo bolj  uspešen, se je začela leta 359 z napadom na južno Armenijo. Pohod je zadržala hrabra obramba trdnjave Amida (sedaj Diyarbakır, Turčija), ki se je vdala leta 359 po 73 dneh obleganja in velikih perzijskih izgubah. Šapur je moral zaradi zastoja vojaške operacije ustaviti so pomladi 360. Zgodaj spomladi je nadaljeval vojaške operacije proti rimskim trdnjavam in osvojil Singaro in Bezabde (morda Cirze). V tem času je z zahoda prišel Konstancij II. in brez uspeha poskušal ponovno osvojiti Bezabde. Leta 363 je cesar Julijan Odpadnik (vladal 361-363) na čelu velike armade prodiral proti Šapurjevi prestolnici Ktezifon in v bitki pri Ktezifonu porazil mnogo močnejšo perzijsko armado. Med vračanjem na rimsko ozemlje je bil ubit. Njegov naslednik Jovijan (vladal 363–364) je sklenil sramoten mir, s katerim je ozemlje na levem bregu Tigrisa, osvojena leta 298, ter Nisbis in Singaro prepustil Perzijcem. Obljubil je tudi, da se ne bo vmešaval v dogajanja v Armeniji. 
Šapurjeve velike uspehe so prikazali na velikih kamnitih skulpturah v bližini Šapurja v perzijski provinci Fars, na katerih pod kopiti kraljevega konja leži telo njegovega sovražnika, najbrž cesarja Julijana, drug Rimljan, verjetno cesar Jovijan, pa prosi Šapurja za mir.  
Po sklenitvi miru je Šapur napadel Armenijo, z izdajo ujel zvestega rimskega zaveznika kralja Aršaka II. in ga prisilil, da je naredil samomor. V Armeniji je poskušal uvesti zaratustrstvo, čemur se je armenska aristokracija uspešno uprla. Pri tem so jo podpirali Rimljani, ki so v Armenijo poslali Aršakovega sina kralja Papa. Ko je kazalo, da se bo ponovno začela perzijska vojna z Rimljani, je cesar Valens je žrtvoval Papa in leta 374 organiziral njegov uboj. Šapur II. je zatem osvojil Kušansko cesarstvo in prevzel oblast nad celotnim ozemjem dnašnjega Afganistana in Pakistana. Veliko ujetnikov z rimskih ozemelj je preselil na svoja ozemlja, predvsem v Susiano, kjer je pred tem pobil uporniško prebivalstvo in nato obnovil mesto Susa.

## Zapuščina
Perzijsko cesarstvo je bilo ob njegovi smrti močnejše kot kdaj prej in veliko večje kot takrat, ko je prišel na oblast. Pacificiral je vzhodne in zahodne nasprotnike in dobil oblast nad Armenijo. Ustanovil veliki mesti Nišapur in Horasan v vzhodni Partiji in nekaj drugih manjših mest.   
Med njegovim vladanjem se je dokončala zbirka svetih besedil Avesta, zatrla herezija in odpadništvo od vere in preganjalo krščanstvo. Preganjanje krščanstva je bilo predvsem reakcija na Konstantinovo kristjanizacijo Rimskega cesarstva.